# 장주연
장주연(1980년 7월 4일 ~ )은 대한민국의 배우이다.

## 학력
- 명지전문대학 연극영상학과 졸업

## 출연

### 방송

#### 드라마
- 2005년 MBC 《내 이름은 김삼순》
- 2006년 ~ 2007년 《아줌마가 간다》
- 2006년 《발칙한 여자들》
- 2007년 SBS 《헬로! 애기씨》 - 호텔 직원 역
- 2008년 《아빠 셋 엄마 하나》
- 2011년 ~ 2012년 KBS2 《오작교 형제들》 - 선생님 역
- 2012년 KBS2 《적도의 남자》 - 영문과 학생 역
- 2013년 tvN 《응답하라 1994》
- 2014년~2015년 MBC 《전설의 마녀》 - 보육원 수녀 역
- 2020년 《엄마가 바람났다》
- 2021년 《아모르 파티 - 사랑하라, 지금》 - 교도소의 의무실 의사 역
- 2021년 ~ 2022년 《엉클》 - 경일의 아내 역

### 영화
- 2009년 영화 《천국의 우편배달부》
- 2017년 영화 《속사정》

### 공연

#### 연극
- 2009년 연극 《시크릿》... 서인영 역
- 2009년 ~ 2010년 연극 《New 연애특강》
- 2010년 ~ 2011년 연극 《그 남자의 혈액형》... 오영은 역
- 2015년 연극 《7년동안 하지 못한 말》... 시은 역
- 2017년 연극 《사우나》
- 2017년 연극 《그대와 영원히》... 박혜경 역
- 2018년 연극 《골든타임》... 소월 역
- 2020년 연극 《그 섬에서의 생존법칙》
- 2021년 연극 《산돼지》